# Bibelforscher
Bibelforscher (en alemán, literalmente, «Estudiantes de la Biblia») es un término genérico que se usa para referirse mayormente a los Jehovas Zeugen (literalmente "Testigos de Jehová") durante sus primeros años de actividad religiosa como organización en el siglo XIX antes de su Primer Cisma y asimismo, se usa dicho término para denominar a los cristianos que observaban el sábado (Adventistas del Séptimo Día) y que no eran parte del sistema cristiano ortodoxo dominada por los católicos y luteranos (llámense Bautistas y Nuevos Apostólicos durante la Alemania Nazi). En ocasiones se emplearon también para referirse a ellos el acrónimo Bifo (de BIbelFOrscher), la expresión Bibelvolk ("pueblo de la Biblia") y las siglas I.B.V. (Internationale Bibeforschervereinigung, "Asociación Internacional de Estudiantes de la Biblia").
Desde el régimen nazi se tachó a los Bibelforscher o Zeugen Jehovas de escrutadores, sectarios, exégetas, fundamentalistas y defensores de la Biblia.

## Campaña nazi contra los Bibelforscher
Hubo cuatro razones básicas para que se les persiguiera con tanta brutalidad:
1) Se negaron a hacer el saludo "Heil Hitler!", pues el significado de esa expresión y su semántica era: 'La salvación proviene de Hitler', y esa era una afirmación inadmisible para los Bibelforscher (Estudiantes de la Biblia), como se conocía a los Testigos en Alemania.
2) Se negaron a incorporarse a filas, pues manifestaron de manera abierta su objeción de conciencia, su rechazo a cualquier esfuerzo bélico.
3) Rechazaron la ideología nazi de terror y de sumisión y lealtad absoluta al régimen, pues entendían que la lealtad solo pertenece a Dios.
4) Denunciaron mediante campañas públicas, a riesgo de ser encarcelados, las crueldades de los campos de concentración. También lo hicieron por medio de publicaciones como el libro Cruzada contra el cristianismo, en el que insertaron dibujos y diagramas de algunos campos de concentración que habían conseguido de los propios reclusos.

Más de 10.000 sufrieron el hostigamiento nazi, de los que unos 2.500 murieron. Tan descarnado fue el golpe que sufrieron, que el historiador Paul Johnson, en su libro Historia del cristianismo, dijo de ellos: 
«Los más valerosos fueron los Testigos de Jehová, que afirmaron su oposición doctrinaria directa desde el principio y sufrieron las consecuencias. Se negaron a cooperar con el Estado nazi, al que denunciaron como una entidad absolutamente perversa. Los nazis creían que eran parte de la conspiración internacional judeomarxista. Muchos fueron sentenciados a muerte por negarse a prestar servicio militar e incitar a otros a hacer lo mismo; o terminaron en Dachau o en asilos para locos. Un tercio fue asesinado; el noventa y siete por ciento sufrió persecuciones de distinto carácter».
En este sentido, conviene agregar aquí este interesante análisis de Christophe Kieken, en un artículo titulado «Las minorías en los campos de concentración (Estudio de un caso: los Bibelforscher, modelo de resistencia [1997])», en el que comentó:
«Podemos distinguir varias categorías entre las víctimas del nazismo, estas categorías no son juicios de valor, simplemente exponen las razones de su persecución: 1) Los que sufrieron por lo que eran: judíos, eslavos, gitanos. 2) Los que sufrieron por lo que hicieron: homosexuales, activistas políticos, y otros opositores al régimen. 3) Los que sufrieron por lo que rehusaron hacer: objetores de conciencia, Testigos de Jehová y otros».
La campaña nazi contra los Bibelforscher comenzó en 1933, cuando Hitler subió al poder. En ese año, el gobierno nazi disolvió la organización y la ley prohibió que se hiciese proselitismo o propaganda. En 1934, Hitler recibió cerca de 20.000 telegramas y cartas de protesta de Estudiantes Internacionales de la Biblia de todo el mundo. Entre ellas, la carta del presidente de la Sociedad Watch Tower, J.F. Rutherford, que en aquellos momentos decía: "Quizás logre resistir a todos los hombres, más no a Jehová Dios.[...] En el nombre de Jehová Dios y de su Rey nombrado, Cristo Jesús, le pido que ordene a todos los funcionarios y siervos de su gobierno que permitan a los testigos de Jehová de Alemania reunirse pacíficamente y adorar a Dios sin estorbo". Rutherford señaló que, si en 1934 no se había aliviado la situación de los Bibelforscher, los detalles de la persecución se publicarían por toda Alemania y el resto del mundo.
El efecto que tuvieron en Hitler las cartas, y especialmente los telegramas, se puede ver por un informe escrito por Karl R.Wittig, autenticado por un notario público en Fráncfort del Meno el 13 de noviembre de 1947, en el despacho del Dr. Wilhelm Frick, en Berlín, allí se declara:

"El 7 de octubre de 1934, habiendo sido citado anteriormente, visité al doctor Wilhelm Frick, en ese entonces Ministro de Gobernación del Reich y de Prusia, en su oficina matriz del Reich, ubicada en Berlín, 6 am Köenigsplatz, ya que yo era plenipotenciario del general Ludendorff. Mi misión era la de recibir comunicaciones, cuyo contenido tenía la intención de persuadir al general Ludendorff a descontinuar su objeción al régimen nazi. En el transcurso de mis deliberaciones con el doctor Frick, Hitler apareció repentinamente y comenzó a participar en la conversación. Cuando nuestra discusión forzosamente trató de la acción que se había tomado hasta la fecha contra la Asociación Internacional de Estudiantes de la Biblia [los testigos de Jehová] en Alemania, el doctor Frick enseñó a Hitler varios telegramas en que se protestaba contra la persecución de los Estudiantes de la Biblia que llevaba a cabo el Tercer Reich, diciendo: 'Si los Estudiantes de la Biblia no se conforman inmediatamente, actuaremos contra ellos empleando los medios más severos.' Después de lo cual Hitler se puso de pie precipitadamente y con los puños cerrados gritó histéricamente: '¡Esta cría será exterminada en Alemania!'  Cuatro años después de esta discusión yo tuve la oportunidad de convencerme por medio de mis propias observaciones durante los siete años en detención protectoria en el infierno de los campos de concentración nazis en Sachsenhausen, Flossenbürg y Mauthausen -estuve encarcelado hasta que fui librado por los Aliados- que la explosión de ira de Hitler no era sencillamente una amenaza vana. Ningún otro grupo de prisioneros en los mencionados campos de concentración fue expuesto al sadismo de los soldados de la SS en la forma en que fueron expuestos a ello los Estudiantes de la Biblia. Fue un sadismo marcado por una cadena interminable de torturas físicas y mentales, algo semejante a lo cual ningún idioma del mundo puede describir."
Anuario de los Testigos de Jehová,1974, págs.138-139 Alemania (Parte 2). Watch Tower bible and tract Society of Pennsylvania

 Después de haber enviado las cartas a Hitler, hubo una oleada de arrestos. El peor lugar fue Hamburgo, donde, en solo unos días después del 7 de octubre, la Gestapo arrestó a 142 miembros.
En 1936, se cursó orden de encarcelar a todos los dirigentes de los Internationale Bibelforschervereinigung (I.B.V.) [testigos de Jehová] en Alemania.
En 1937, la "Gestapo" ordenó encarcelar a toda persona que de alguna forma apoyara a los Bibelforscher.
En 1939, cuando se inicia la guerra entre Alemania y los Aliados, la situación empeora para los Bibelforscher: se les encarcela, tortura y asesina en masa.
Se estima que de los 20.000 Bibelforscher que había en Alemania en esa época, unos 1.500 llegaron a morir en campos de concentración, prisiones y otros lugares.

## Distintivos en los campos de concentración

El Triángulo Púrpura fue la identificación de los Bibelforscher o Jehovas Zeugen, conocidos actualmente como testigos de Jehová.

En los campos de concentración reconocía a los Bibelforscher por el distintivo del Triángulo Púrpura invertido ("der lila Winkel"). Dentro de este grupo, se encontraban clasificados los Jehovas Zeugen (Testigos de Jehová) y un número indeterminado de adventistas, bautistas, grupos escindidos de Estudiantes libres de la Biblia, y los pacifistas (combinado de menos de uno por ciento) también fueron identificados por la insignia. De igual modo hubo algunos Bibelforscher de origen judío (judíos mesiánicos), que además de llevar este distintivo, llevaban dos triángulos amarillos formando una estrella de seis puntas superpuesta al triángulo púrpura.
El triángulo púrpura fue algo más que un simple trozo de tela cosido en el uniforme del preso. El profesor John K.Roth escribió: 

"Si su importancia moral perdura en el recuerdo de la gente, el triángulo púrpura aún puede ser un escudo que nos proteja del desastre, un escudo cuyos vértices dirijan nuestra atención y compromiso hacia una conducta que merece el mayor de los respetos". Holocaust Politics.

Los campos de concentración donde estuvieron recluidos los Bibelforscher fueron entre otros: Auschwitz, Belsen, Buchenwald, Dachau, Mauthausen, Niederhagen, Pulawy, Ravensbrück y Sachsenhausen.
Aunque los nombres de los campos de concentración no se revelaron públicamente sino hasta después de la II Guerra Mundial, ya eran conocidos mucho antes entre los lectores de las revistas The Golden Age y Consolation y el libro Cruzada contra el cristianismo (publicaciones de los Bibelforscher). Estas publicaciones mostraban, denunciaban y ubicaban los ataques virulentos de los nazis contra los Bibelforscher (Estudiantes de la Biblia), testigos de Jehová llamados de esta última manera a nivel internacional por la Sociedad Watch Tower desde el año 1931.
El literato Thomas Mann, ganador del premio nobel, escribió: "He leído con profunda emoción el libro y su documentación sobrecogedora. No puedo describir el sentimiento de aversión y odio que embarga mi corazón al leer estos relatos de degradación humana y crueldad abominable. [...] El silencio solo serviría para fomentar la indiferencia moral del mundo,[...] ustedes han cumplido con su deber al publicar este libro y sacar a la luz pública estos hechos".

## Reconocimiento a los Bibelforscher
Hacer acopio de estos hechos es hacer memoria, un factor constructivo que hay que seguir revindicando pues, como dijo el escritor Arturo Pérez Reverte, en su obra La piel del tambor, indicando que la memoria es un valor irrenunciable: «La memoria da aplomo, sabes quién eres y a dónde vas... Defender la memoria es defender la libertad».

Diferentes colectivos sufrieron encarcelamiento, tortura y asesinato en masa por diferentes razones, y por ello, hay que hacer memoria y reconocimiento de estos hechos. Por ello, Primo Levi, en su obra Y esto es un hombre, se expresó con palabras duras, que tienen todo el carácter propio de una sentencia: 
«Pensad que esto ha sucedido: os encomiendo estas palabras. Grabadlas en vuestros corazones, al estar en casa, al ir por la calle, al acostaros, al levantaros; repetídselas a vuestros hijos. O que vuestra casa se derrumbe, la enfermedad os imposibilite, [y] vuestros descendientes os vuelvan el rostro».
En Alemania, desde el año 1996, el 27 de enero se ha convertido en un día conmemorativo de las víctimas del Tercer Reich (el 27 de enero de 1945 el infame campo de concentración de Auschwitz fue liberado).
El presidente del Parlamento Regional de Baden-Württemberg, Peter Straub, en un discurso oficial de conmemoración pronunciado el 27 de enero de 2003 dijo: 

"Todos los que fueron perseguidos por sus creencias religiosas o políticas y que estuvieron dispuestos a morir en lugar de rendirse merecen todo nuestro respeto, un respeto que las palabras no alcanzan a expresar. Los testigos de Jehová fueron la única religión que rehusó rotundamente acceder a las demandas del régimen de Hitler. No levantaban la mano para realizar el saludo hitleriano; se negaban a jurar lealtad al 'Führer y al Estado', y tampoco prestaban el servicio militar ni trabajaban en el ejército. Sus hijos no se afiliaron a las Juventudes Hitlerianas".

Además de lo anteriormente citado, Peter Straub comentó lo siguiente:

"Los testigos de Jehová, que tenían que llevar un triángulo púrpura en sus uniformes en los campos de concentración, eran los únicos que podían haber puesto fin a su sufrimiento. Bastaba con que firmaran una declaración en la que renegaban de su fe".

## Documentales
Los documentales más importantes que hablan acerca de los hechos de los Bibelforscher son:
- Los testigos de Jehová se mantienen firmes ante el ataque nazi.
Video documental 78 min, color.
Producido por Watchtower Bible and Tract Society of New York, INC.
- Los triángulos púrpuras.
Video documental 25 min, color.
Distribuido por Watchtower Bible and Tract Society of New York, INC.
- No temáis (Persecución y resistencia de los Testigos de Jehová durante el régimen Nazi).

Vídeo documental 92 min, color de Stefaine Krug y Fritz Poppenberg.
En colaboración:
Holocaust Memorial Museum, Washington. (EE. UU.)
Subvencionado por:
Kuratorium junger deutscher Film.
Kulturelle Filmförderung de la Baja Sajonia (Alemania).